# CIWS
Close-in weapon system (CIWS) jest oružani sustav usmjerene obrane za otkrivanje i uništavanje nadolazećih projektila kratkog dometa i neprijateljskih zrakoplova koji su probili vanjsku obranu. Obično je postavljen na brodovima ratne mornarice. Gotovo sve klase većih modernih ratnih brodova opremljene su nekom vrstom CIWS uređaja.
Postoje dvije vrste CIWS sustava. CIWS temeljen na topovima obično se sastoji od kombinacije radara, računala i brzometnih višecijevnih rotacijskih topova smještenih na rotirajućoj kupoli. CIWS-ovi koji se temelje na projektilima koriste infracrveno, pasivno radarsko/ESM ili poluaktivno radarsko terminalno navođenje za navođenje projektila na ciljani neprijateljski zrakoplov ili druge prijetnje. U nekim slučajevima CIWS se koriste na kopnu za zaštitu vojnih baza od granatiranja i raketiranja.

## Topovski sustavi
CIWS koji se temelji na topovima obično se sastoji od kombinacije radara, računala i rotirajućih ili revolverskih topova postavljenih na rotirajući, automatski usmjereni nosač topa. Primjeri CIWS proizvoda na bazi topova jesu:
- AK-630, 630M, 306, 630M1-2 i 630M2 – kalibar 30×165 mm
- Aselsan GOKDENIZ i ER – 35×228mm
- DARDO i Fast Forty – 40×365mmR
- Denel 35mm Dual Purpose Gun – 35×228mm
- Golman CIWS – 30×173mm
- Kashtan CIWS i M – 30×165 mm
- Meroka CIWS – 20×128mm
- Myriad CIWS – 25×184 mm
- Rheinmetall Oerlikon Millennium Gun[2][3] – 35×228 mm
- Phalanx CIWS blok 0, 1, 1A i 1B – 20×102 mm
- Sea Zenith – 25×184 mm
- H/PJ-76A CIWS – 37×240 mm
- Tip 730 i Tip 1130 CIWS – 30×165 mm
- Pancir-M – 30 × 165 mm

### Ograničenja topnih sustava
- Kratak domet: najveći efektivni domet topova je oko 5000 metara, sustavi s lakšim projektilima imaju još manji domet. Očekivana udaljenost uništenja nadolazećeg protubrodskog projektila u realnim je okolnostima oko 500 m ili manje,[4] još uvijek dovoljno blizu da ošteti brodske senzore ili komunikacijske nizove, ili da rani ili ubije izloženo osoblje. Stoga su neki CIWS kao što su ruski sustavi Kashtan i Pancir prošireni ugradnjom sustava zemlja-zrak bliskog dometa na isti nosač za povećanu taktičku fleksibilnost.
- Ograničena vjerojatnost uništenja: čak i ako je nadolazeći projektil pogođen i oštećen, to možda neće biti dovoljno da se potpuno uništi ili promijeni njegov kurs. Čak i u slučaju izravnog pogotka, projektil ili njegovi fragmenti još uvijek mogu pogoditi ciljani cilj, osobito ako je konačna udaljenost presretanja mala. Ovo je osobito istinito ako top ispaljuje projektile koji dostavljaju samo svoju kinetičku energiju.[5]

### Usporedna tablica
|                     | DARDO                   | Goalkeeper                      | Kashtan                                                                   | Millennium                                                  | Phalanx                            | Type 730                  | Gökdeniz                               |
| ------------------- | ----------------------- | ------------------------------- | ------------------------------------------------------------------------- | ----------------------------------------------------------- | ---------------------------------- | ------------------------- | -------------------------------------- |
| Slika               |                         |                                 |                                                                           |                                                             |                                    |                           |                                        |
| Masa                | 5500 kg                 | 9902 kg                         | 15 500 kg                                                                 | 3300 kg                                                     | 6200 kg                            | 9800 kg                   | ?                                      |
| Naoružanje          | Bofors s 2 cijevi 40 mm | Gatlingov top GAU-8 sa 7 cijevi | Rotacijski automatski top sa 6 cijevi GSh-6-30 8 × 9M311K + 32 projektila | 1 cijev Oerlikon Millennium 35 mm Naval Revolver Gun System | Top sa 6 cijevi M61 Vulcan Gatling | Gatlingov top sa 7 cijevi | 2-cijevni dvostruki top Oerlikon 35 mm |
| Brzina paljbe       | 600/900 rundi u minuti  | 4200 rundi u minuti             | 10.000 rundi u minuti 1–2 projektila po 3–4 sec                           | 200/1000 rundi u minuti                                     | 4500 rundi u minuti                | 5800 rundi u minuti       | 1100 rundi u minuti                    |
| Domet               |                         |                                 | Projektil: 1500–10000 m Topovi: 300–5.000 m                               |                                                             |                                    |                           | ATOM 35mm: 4000 m                      |
| Skladište streljiva | 736 rundi               | 1190 rundi                      | 2 x 2000 rundi                                                            | 252 rundi                                                   | 1550 rundi                         | 640 or 2 x 500 rundi      | ?                                      |
| Izlazna brzina      | 1000 m/s                | 1109 m/s                        | 960-1100 m/s                                                              | 1050 m/s                                                    | 1100 m/s                           | 1100 m/s                  | 1020 m/s                               |
| Elevacija           | −13 to +85 stupnjeva    | −25 to +85 stupnjeva            | ?                                                                         | −15 to +85 stupnjeva                                        | −25 to +85 stupnjeva               | −25 to +85 stupnjeva      | ?                                      |
| Brzina u elevaciji  | 60 stupnjeva u sekundi  | 100 stupnjeva u sekundi         | 50 stupnjeva u sekundi                                                    | 70 stupnjeva u sekundi                                      | 115 stupnjeva u sekundi            | 100 stupnjeva u sekundi   | ?                                      |
| Traverz             | 360 °                   | 360 °                           | 360 °                                                                     | 360 °                                                       | 360 °                              | 360 °                     | 360 °                                  |
| Brzina u traverzi   | 90 stupnjeva u sekundi  | 100 stupnjeva u sekundi         | 70 stupnjeva u sekundi                                                    | 120 stupnjeva u sekundi                                     | 115 stupnjeva u sekundi            | 100 stupnjeva u sekundi   | ?                                      |
| U službi od         | ?                       | 1980.                           | 1989.                                                                     | 2003.                                                       | 1980.                              | 2007.                     | 2019.                                  |

## Raketni sustavi
- 9M337 Sosna-R
- HQ-10 / FL-3000N
- Raketni sustav Pancir / Pancir-M
- RIM-116 Rolling Frame Missile
- Sea Oryx
- Raketni sustav Tor

## Na kopnu
CIWS se također koriste na kopnu u obliku C-RAM-a. U manjem opsegu, sustavi aktivne zaštite koriste se u nekim tenkovima za uništavanje granata na raketni pogon (RPG), a nekoliko njih je u razvoju. Sustav Drozd bio je raspoređen na tenkovima sovjetskog mornaričkog pješaštva početkom 1980-ih, ali je kasnije zamijenjen eksplozivnim reaktivnim oklopom. Ostali sustavi koji su dostupni ili su u razvoju jesu ruska Arena, izraelski Trophy, američki Quick Kill i južnoafričko-švedski LEDS-150.

## Laserski sustavi
Istražuju se CIWS sustavi bazirani na laseru. U kolovozu 2014. operativni prototip raspoređen je u Perzijski zaljev na brodu USS Ponce. Vijeće za znanstvena i tehnološka istraživanja Turske druga je organizacija nakon SAD-a koja je razvila i testirala prototipni sustav lasera velike snage koji se namjerava koristiti na fregati klase TF-2000 i na turskim zračnim sustavima.